# Dormint amb el diable
Dormint amb el diable (títol original: Sleeping with the Devil) és una pel·lícula estatunidenca per televisió dirigida per William A. Graham estrenada el 1997. Està basada en la novel·la del mateix nom escrita per Suzanne Finstad. Ha estat doblada al català.

## Argument
Rebecca Dubrovich (Shannen Doherty) és una jove infermera provinent de Califòrnia, que s'enamora del milionari Dick Strang (Tim Matheson). Inicien una relació, fins que la jove descobreix que ell és un mentider, sàdic i infidel, per la qual cosa acaba amb ell.
Strang en venjança la comença a assetjar, fins que contracta un sicari perquè mati la noia.
No aconsegueix el seu propòsit, però queda paraplègica a causa dels trets. En aquest estat Rebecca lluita perquè Dick sigui condemnat i fa un tractament per poder tornar a caminar, on coneix al doctor Jerrold Petrofsky que l'acull i ajuda.
Finalment Dick és arrestat per frau en passaports, Rebecca torna a caminar, aconsegueix el somni de córrer una marató i es casa amb el doctor Petrofsky.

## Repartiment
- Shannen Doherty: Rebecca Dubrovich
- Tim Matheson: Dick Strang
- Bonnie Bartlett: Stasha Dubrovich
- Steve Eastin: Wes Dubrovich
- David Bowe com el Dr. Jerrold Petrofsky
- Kate McNeil: Liz